# Калита (обряд)

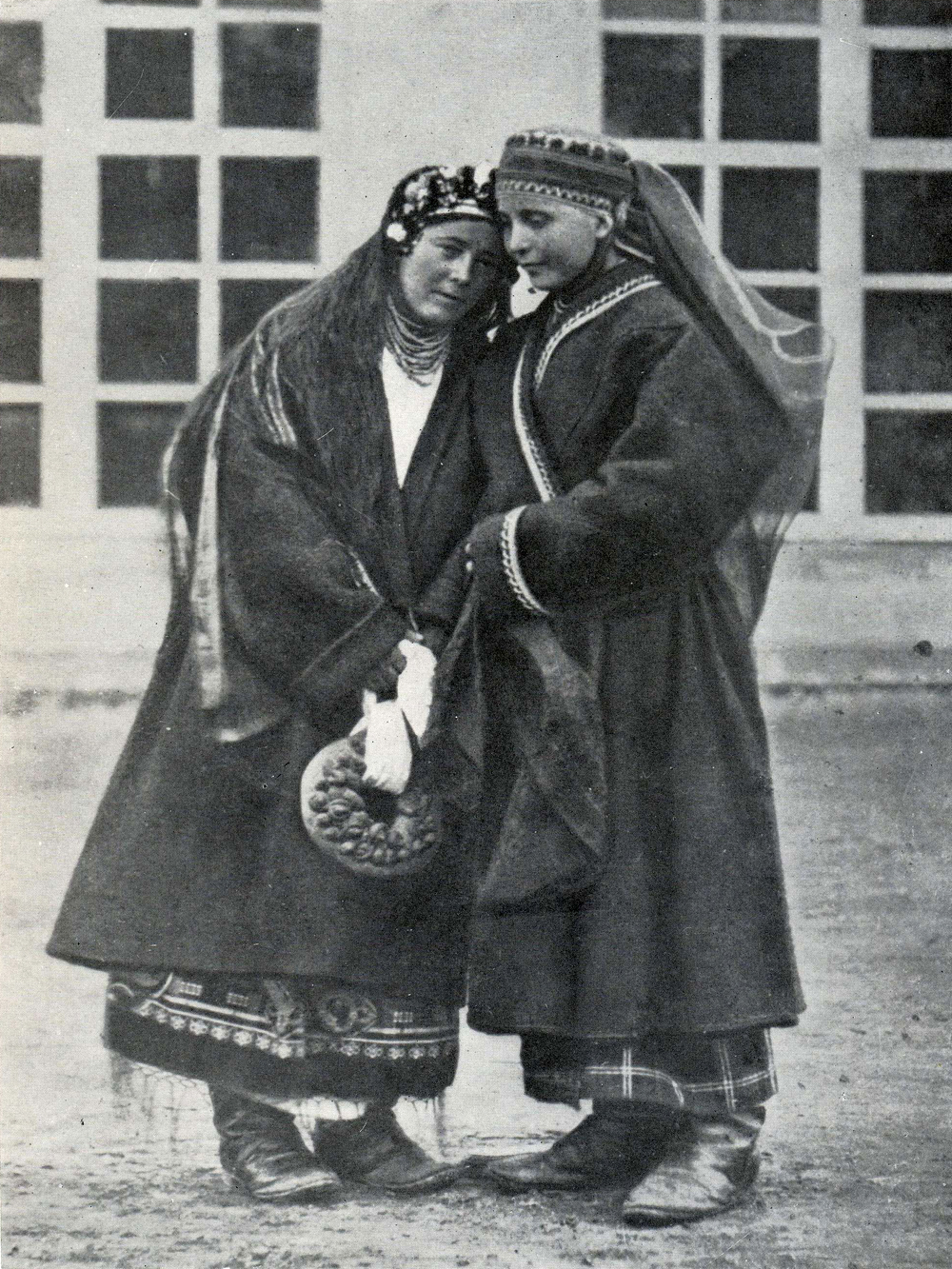
Калета (калита) — украинское обрядовое печенье дня

Калита (калета) — украинский обряд инициации, проводившийся на ограниченной территории (преимущественно укр. Полесье). Была распространена характерная для Андреева дня игра «Калита»: специально испеченный корж подвешивали на шнурке к потолку, играющий «подъезжал» к нему верхом на кочерге и пытался откусить кусок без помощи рук.
На Калитянских вечерницах происходят инициации парней — их принимают в компанию юношей. Молодые парни прыгают к Калите — ритуальному хлебу (его выпекают исключительно девушки) и откусывают кусок. После этого «новички» угощают всю компанию. Теперь они могут участвовать в вечеринках с девушками, ходить на свидания, на покос, выполнять всю мужскую работу, свататься и жениться.